# Delia terpsichore
Delia terpsichore este o specie de muște din genul Delia, familia Anthomyiidae, descrisă de Griffiths în anul 1991.
Este endemică în New York. Conform Catalogue of Life specia Delia terpsichore nu are subspecii cunoscute.